# Holger Balle
Holger Johannes Balle (* 18. September 1917 in Aasiaat; † 26. April 2010 in Løgumkloster) war ein dänisch-grönländischer Pastor und Propst.

## Leben
Holger Balle war der Sohn des grönländisch-dänischen Propsts Knud Balle (1877–1928) und seiner zweiten Frau, der Dänin Anna Budtz Jørgensen (1878–1948). Sein Onkel war der Missionar und Propst Frederik Balle (1871–1939) und sein Großvater der Missionar Nikolaj Edinger Balle (1839–1900).
Nachdem sein Vater 1928 gestorben war, besuchte Holger Balle das Øregård Gymnasium im dänischen Hellerup, das er 1936 abschloss. Anschließend studierte er bis 1943 Theologie an Københavns Universitet. Nach dem Studium war er von 1943 bis 1946 Hilfspastor im Herlufsholm Sogn. Am 18. April 1945 heiratete er Sigga Margrethe Dalbø (1910–?), Tochter des Fischers Jakob Johansen Dalbø († 1936) und seiner Frau Thomina Joensen († 1957). 1946 kehrte er in sein Geburtsland zurück und begann als ordinierter Helfer in Grönland zu arbeiten, wurde aber noch im selben Jahr zum Ersten Pastor in Nuuk ernannt. Nur ein Jahr später wurde er nach Qaqortoq versetzt. 1949 wurde er kommissarisch Leiter von Grønlands Seminarium in Nuuk, was er bis 1952 blieb. Von 1953 bis 1955 war er wieder in Dänemark tätig, wo er Pastor im Sandby Sogn war. Ab 1955 war er stellvertretend Propst Grönlands, 1957 übernahm er das Amt offiziell. Er blieb nur noch wenige Jahre in Grönland, war in dieser Zeit aber von 1955 bis 1958 Vorsitzender der grönländischen Informationsvereinigung und 1960 Aufsichtsratsmitglied in Den Grønlandske Kirkesag. 1961 zog er wieder nach Dänemark, wo er von 1961 bis 1965 als Erster Residierender Kaplan im Nørresundby Sogn und im Hvorup Sogn tätig war. 1965 wurde er Lektor am Grönländischen Seminarium in Kopenhagen war. Nebenher war er auch Pastor im Vollerslev Sogn und im Gørslev Sogn. 1976 wechselte er ins Ljørslev Sogn und ins Ørding Sogn. 1982 wurde er pensioniert. Von 1962 bis 1994 war er in leitender Funktion an der neuen grönländischen Bibelübersetzung beteiligt. Am 2. August 2001 erhielt er den Nersornaat in Gold. Er war zudem Ritter des Dannebrogordens. Er lebte in seinen späten Jahren in einem Pflegeheim in Løgumkloster, bevor er 2010 im Alter von 92 Jahren starb.